# 陆宇澄
陆宇澄（1939年10月21日—），男，浙江湖州人，中华人民共和国政治人物，曾任北京市人民政府常务副市长，华夏银行股份有限公司董事长、党委书记，欧美同学会副会长，中国留学人才发展基金会理事长。

## 生平
2003年12月，欧美同学会第五届理事会第一次会议在北京召开，他担任常务副会长。